# Горки (Новодеревеньковский район)
Горки — деревня в Новодеревеньковского района Орловской области России. Входит в состав Никитинского сельского поселения

## История
В 1961 году указом Президиума Верховного Совета РСФСР деревня Безобразовка переименована в Горки.

## Население
| 2010 |
| ---- |
| 5    |